# Циклон-4М
«Циклон-4М» (англ. Cyclone-4M) — українська двоступенева космічна ракета-носій «середнього класу», запуск ракети призначено на 2025 р., з нового космодрому у Новій Шотландії, Канада.
Ракету-носій Циклон-4М будуватиме низка українських підприємств у спільній кооперації:
- Розробка: ДП КБ «Південне» (Дніпро)
- Будівництво: ВО «Південмаш» (Дніпро)
- Система управління ракети: «Хартрон» (Харків)

## Космодром
Космодром побудують в провінції Нова Шотландія (Канада). Ціна нового космодрому: 148 мільйонів доларів. Планувалося почати будувати космодром в 2018 році і підготувати до пуску ракет вже в 2020 році. За планом в 2022 році космодром мав запускати до 8 ракет на рік.
Космодром матиме деякі переваги:
1. на відміну від «Байконур» тут не будуть орендувати ціле місто Байконир з населенням
2. на відміну від «Морського старту» — обслуговувати стартовий майданчик на землі дешевше ніж на морі
3. на відміну від космодрому «Восточний» Україна та Канада мають морські порти недалеко від підприємств та місця розташування майбутнього космодрому.

Однак через затримки будівництво космодрому почалось лише восени 2022 року.

## Фінансування
Фінансуванням буде займатися приватна американська компанія, яка базується у Канаді: «Maritime Launch Services»(«MLS»).
Ця фірма спеціалізується на наданні послуг запуску космічних ракет.
Вона буде фінансувати власними грошима, і з допомогою фінансових інвестицій, отриманих з комерційних джерел.
Як видно з цін для рентабельності Космодрому потрібно робити багато пусків.
Наприклад:
1. Росія орендує космодром Байконур (і місто Байконир) в Казахстані за $115 млн доларів США на рік (термін дії договору з 1994 року до 2050 року)[9][10]
2. Пуск однієї ракети коштує (це найважчі та найдорожчі космічні ракети на сучасній Росії):

- РН «Протон-М» = $ 105—110 млн доларів США (за іншими даними навіть дорожче)[10]
- РН «Ангара-А5» = $95-105 млн доларів США[10]

Це одна з причин низької окупності космодрому: «Морський старт», «Байконур», та космодрому «Восточний».

## Конструкція
«Циклон-4М» — будується із застосуванням технологій ракет: РН «Зеніт» та РН «Циклон».
У 1-му ступені будуть конструкції від космічних ракет серії РН «Зеніт» — що робить ракету екологічно чистішою,
паливо: Гас, а окислювач: Рідкий кисень (як у РН «Зеніт»)

у 2-му ступені (набагато меншої ваги) будуть використані такі ж палива, як на попередніх модифікаціях ракет РН Циклон:
- паливо: UDMH («Несиметричний диметилгідразин»),
- окислювач: N2O4 («Азотний тетраоксид»)[1].

Характеристики по даним ДП КБ «Південне»:
I. Стартова маса :
Стартова маса РКП (без КВ), т = невідома
Стартова маса:
- 1 ступеня = 260,7 т (= 260 700 кг)
- 2 ступеня = 14 т (= 14 000 кг)

II. Діаметр :
- Діаметр 1 ступеня = 3,900 м
- Діаметр 2 ступеня = 3,980 м

Діаметр головного обтічника = 4,000 м
III. Довжина :
- Ракети: 38,700 м
- Довжина головного обтічника, м = 9,559 м (=9590 мм)

Енергетичні можливості РН «Циклон-4М», під час виведення «корисного вантажу»(КВ) (за даними ГРАФІКІВ на офіційному сайті КБ «Південне»:
1. на «кругові орбіти» нахиленням = 3700 кг-3000 кг на висоту 400 км-1200 км, при «нахилі орбіти» («inclination») відносно до екватора: i=87,4 — 87,9[1]
2. на «ССО» («Сонячно-синхронні орбіти») нахиленням = 3500-3000 кг на висоту 450—1000 км[1]
3. у разі потреби, можливо виведення на орбіту :

«МКС» («Міжнародної космічної станції»)  = приблизно 3700 кг (на 415 км)

## Попередні серії ракет
РН «Циклон-4М» буде поєднувати технології ядерних ракет серії Р-36 та космічних ракет серії РН «Зеніт»:
Всі космічні ракети серії РН «Циклон» (РН «Циклон-2», РН «Циклон-3», РН «Циклон-4», РН «Циклон-4М») — це радянська ядерна ракета серії Р-36 з «орбітальною» головною частиною: Р-36 орб (інша її назва: «8К69»).
1. Ракети серії Р-36:
- МБР Р-36 орб (орб-«орбітальна») [«8К69»] — це єдина прийнята на озброєння космічна ядерна зброя СРСР
- МБР Р-36М «Сатана»
- МБР Р-36М УТТХ «Сатана» (15А18)
- МБР Р-36М2 «Воєвода»
- МБР Р-36М3 «Ікар» (проект)
- РН «Дніпро» — космічна ракета «легкого» класу. Знімається з озброєння і запускається в космос ядерна ракета серії Р-36М «Сатана» (Р-36М2 «Воєвода»)[14]
- РН «Циклон-2» — двоступенева космічна ракета «легкого» класу. Створили на основі ядерної ракети МБР Р-36орб («орбітальна») [«8К69»]. Здійснено 106 пусків ракети-носія й усі успішні. Один з найкращих у світі показників надійності[12]
- РН «Циклон-3» — триступенева космічна ракета «легкого» класу. Створили на основі ядерної ракети МБР Р-36орб («орбітальна») [«8К69»]. Здійснено 122 пусків, з них успішних — 117. Це дуже хороший показник в порівнянні з іноземними аналогами, у іноземних ракет зазвичай 10 % пусків аварійні[13].
- РН «Циклон-4» (проект) — ракета «легкого» класу[15]
- РН «Циклон-4М» (проект) — ракета «середнього» класу. Остання розробка ракет серії Р-36[1]

2. Ракети серії РН "Зеніт":
- РН «Зеніт-2» (стара радянська) — двоступенева ракета-носій [16]
- РН «Зеніт-2SLБ» — двоступенева ракета-носій «середнього» класу[17]
- РН «Зеніт-2SLB» — двоступенева ракета-носій «середнього» класу, космодром Байконур (Казахстан)[18]
- РН «Зеніт-3SL» («Морський старт») — триступенева ракета-носій «середнього» класу, запуск з моря[19][20]
- РН «Зеніт-3SLБ» («Наземний старт») — триступенева ракета-носій «середнього» класу, космодром Байконур (Казахстан)[21][22]
- «Зеніт-3SLB» — триступенева ракета-носій «середнього» класу, космодром Байконур (Казахстан)[18]
- РН «Зеніт-3SLБФ» — триступенева ракета-носій «середнього» класу (РН «Зеніт-2SБ80» разом з розгінним блоком Фрегат-СБ, інша назва РН «Зеніт-3Ф»).[23]

## Різниця міжРН «Циклон-4», та РН «Циклон-4М»
1. Проектувалися для різних космодромів:
- РН «Циклон-4» (космодром: «Алкантара», країна: Бразилія , Екватор)
- РН «Циклон-4М» (космодром: ще будується, країна: Канада, в провінції Нова Шотландія, Північ).

2. Проектувалися для зовсім різних космічних орбіт:
- РН «Циклон-4» планували пускати на Геостаціонарну орбіту — з екватора (захід-схід) — Супутник повинен був пролітати по екватору обертаючись одночасно із Землею. Із Землі буде здаватися, що супутник висить в одній точці — тому треба мало супутників — що дешевше і ефективніше, на відміну від інших орбіт. Але ця орбіта не дістає до країн, які знаходяться в північних і південних широтах
- РН «Циклон-4М» планують пускати на Полярну орбіту (північ-південь) — Супутник буде пролітати через північний і південний полюса, пролітаючи всю Землю (всі країни світу)

Це зовсім різні орбіти — що має свої переваги і недоліки, і це зовсім різні ринки запуску супутників.
3. Вони відрізняються за класом ракети:
- РН «Циклон-4» ракета «легкого» класу[15]
- РН «Циклон-4М» ракета «середнього» класу[1].

## Поєднання технологій
- В космічній ракеті РН «Циклон-4М» (на відміну від всіх інших ракет серії Р-36 та їх наступні модифікації, куди відноситься і РН Циклон) ДП КБ «Південне» вперше застосувало екологічно чистий перший ступінь від мирної ракети РН «Зеніт» — в якій паливо: Гас, а окислювач: Рідкий кисень.
- А у бойових ракетах та їх наступників — небезпечні палива: паливо: UDMH («Несиметричний диметилгідразин»), окислювач: N2O4 («Азотний тетраоксид»), наприклад, таке паливо у ракети серії Р-36 та їх наступні модифікації:
  1. ядерна ракета МБР Р-36 орб (орб-«орбітальна») [«8К69»], та її модифікації-космічні ракети:
    1. РН «Циклон-2»[12],
    2. РН «Циклон-3»[13],
    3. РН «Циклон-4»[15],

  2. ядерна ракета МБР Р-36М «Сатана» та її модифікації: космічна ракета РН «Дніпро»[14]
- РН "Циклон" більш надійні (більше успішних пусків), а РН «Зеніт» більш екологічні.
- Тому найважча ступінь в РН Циклон-4М буде екологічно чистішою (вона від РН «Зеніт»): маса 1 ступеня = 260,7 т (= 260 700 кг), а маса від бойової частини буде значно легше — маса 2 ступеня = 14 т  = 14 000 кг)[1]

Аналогічне поєднання технологій РН «Зеніт» та РН «Циклон» (як в РН «Циклон-4М») — планується в майбутньому також застосовувати в новій серії ракет: РН «Маяк»
.

## Історія виникнення всіх ракет РН «Циклон»
РН Циклон-4М — найновіша розробка ракет серії Р-36  (Р-36М «Сатана»,  Р-36М2 «Воевода»,  МБР Р-36 орб  «орбітальна»)
РН «Циклон» (РН «Циклон-2», РН «Циклон-3»,РН «Циклон-4», РН «Циклон-4М») — це модифікація ядерної ракети МБР Р-36 орб[ інша її назва: «8К69»]
Історія появи  РН Циклон-4М   пов'язана з історією виникнення МБР Р-36 орб-це прямий нащадок цієї ракети, самий останній
МБР Р-36 орб (орб-«орбітальна») [ «8К69»] — це єдина прийнята на озброєння космічна ядерна зброя СРСР
У цій ракеті ядерна боєголовка виходила на ОРБІТУ  звичайний космічний супутник :
1) Ядерні боєголовки і метеорити падають на Землю з Космосу величезною швидкістю, наприклад: Челябінський метеорит падав зі швидкістю 30 км/c. 30 кілометрів за секунду ! (тому метеорити згорають в атмосфері від величезної швидкості)
2) КОСМОС поруч з нами всього=100 км над нами (так звана: «Лінія Кармана») - відстань як до сусіднього міста.
Який підводний човен може підплисти на 100 кілометрів до усіх міст ворога?
Ця ракета може атакувати з космосу по всіх містах планети з відстані 100 кілометрів ..... і дуже швидко
Ядерна зброя у космосі ефективніша ніж:
1) розміщення військових баз біля ворога як НАТО та Росія (у Криму)-або як на Кубі під час "Карибської Кризи"
2) використовування підводних човнів як СРСР та США (Космос= 100 км над усіма містами і військовими базами планети)
3) Гіперзвукові ракети - значно швидше гіперзвукових ракет,і летіти як правило ближче (МБР Р-36 орб буде летіти як Челябінський метеорит =30 кілометрів за секунду )
МБР Р-36орб -робить всі ці види зброї непотрібними
МБР Р-36орб (інша її назва: «8К69»). заборонена договором про заборону ядерної зброї в космосі («ОСВ-2») :
Стаття 9 пункт 1 «з» ". ЦИТАТА :
  «1. Кожна зі Сторін зобов'язується не створювати, не випробовувати та не розгортати: с) засоби для виведення !!!! на навколоземну орбіту !!! ядерної зброї)»
Україна відмовилася створювати ядерну зброю, але продовжила вдосконалювати цю ракету — для пусків мирних космічних супутників в Космос.

## Конкуренти
| Порівняння характеристик РН легкого класу                                                                         | Порівняння характеристик РН легкого класу | Порівняння характеристик РН легкого класу | Порівняння характеристик РН легкого класу | Порівняння характеристик РН легкого класу | Порівняння характеристик РН легкого класу | Порівняння характеристик РН легкого класу | Порівняння характеристик РН легкого класу | Порівняння характеристик РН легкого класу | Порівняння характеристик РН легкого класу | Порівняння характеристик РН легкого класу | Порівняння характеристик РН легкого класу |
| Ракета-носій | Країна                                    | Перший політ                              | кількість запусків в рік (всього)         | Широта СК                                 | Старт. маса, т                            | Маса КН, т                                | Маса КН, т                                | Маса КН, т                                | Успішних. пусків, %                       | Вартість пуску, млн $                     |                                           |
| Ракета-носій | Країна                                    | Перший політ                              | кількість запусків в рік (всього)         | Широта СК                                 | Старт. маса, т                            | НОО¹                                      | ГПО                                       | ССО²                                      | Успішних. пусків, %                       | Вартість пуску, млн $                     |                                           |
| --- | ----------------------------------------- | ----------------------------------------- | ----------------------------------------- | ----------------------------------------- | ----------------------------------------- | ----------------------------------------- | ----------------------------------------- | ----------------------------------------- | ----------------------------------------- | ----------------------------------------- | ----------------------------------------- |
| «Дніпро» | Україна                                   | 21.04.1999                                | 1-3 (17)                                  | 46° / 51°                                 | 211                                       | 3,7                                       |                                           | 2,3                                       | 94%                                       | 30,7                                      |                                           |
| «Рокот» | Росія                                     | 20.11.1990                                | 1-2 (18)                                  | 46° / 62°                                 | 107,5                                     | 2,1                                       |                                           | 1,6                                       | 89%                                       | 22,5 (€15)                                |                                           |
| «Вега» | Європейський Союз                         | 13.02.2012                                | 2(2)                                      | 5°                                        | 137                                       | 2,3                                       |                                           | 1,6                                       | 100% (2 пуски)                            | 42                                        |                                           |
| «Циклон-4М» | Україна                                   | ~2020                                     | 0                                         | 45°                                       | 193                                       | 5,685                                     | 1,6                                       | 3,91                                      |                                           | 23³                                       |                                           |
| «Союз-2.1в» | Росія                                     | 28.02 2013                                | 1                                         | 62°                                       | 160                                       | 2,8                                       |                                           | 1,4⁴                                      | 100% (1 пуск)                             |                                           |                                           |
| «Ангара 1.2» | Росія                                     | 2015                                      | 0                                         | 62°                                       | 171                                       | 3.8                                       |                                           |                                           |                                           |                                           |                                           |
| «Антарес» | США                                       | 21.04.2013                                | 1-2 (6)                                   | 38°                                       | 240                                       | 5,6                                       |                                           | 4,4                                       | 83,3% (6 запусків)                        |                                           |                                           |
| ¹ — висота 300 км, нахил відповідає космодрому; ² — висота 300 км, нахил 98°; ³ — оцінка, 2007; ⁴ — висота 835 км |                                           |                                           |                                           |                                           |                                           |                                           |                                           |                                           |                                           |                                           |                                           |